# Айзаксон, Джонни
Джон Харди «Джонни» Айзаксон (англ. John Hardy "Johnny" Isakson; 28 декабря 1944, Атланта — 19 декабря 2021, Атланта) — американский политик, сенатор США от штата Джорджия с 2005 по 2019 год. Представитель Республиканской партии.

## Биография
Родился в 1944 году в городе Атланта, штат Джорджия. Окончил Университет Джорджии в Атенс в 1966 году.
Являлся членом Генеральной ассамблеи штата Джорджия с 1976 по 1990 год. В 1990 году баллотировался в губернаторы Джорджии, однако неудачно. С 1993 по 1996 годы был членом сената штата Джорджия. В 1996 году пытался избраться в Сенат США, но неудачно. В 1996 году председатель совета по образованию Джорджии.
Выдвинут Республиканской партией в 106 Конгресс, чтобы заполнить вакансию отказавшегося от места в Палате Представителей Ньюта Гингрича. Дважды был переизбран в Конгресс, где находился с 23 февраля 1999 по 3 января 2005 год.
Был кандидатом на переизбрание в Палату Представителей на ещё один срок, но в 2004 году был избран в Сенат США и стал сенатором США с 3 января 2005 года.
В 2010 году против него никто не выступил на праймериз. Он победил на переизбрании, набрав 58,3 % голосов, победив комиссионера штата по труду Майка Термонда, за которого было подано 39 % голосов.
В июне 2015 года он сообщил, что у него была диагностирована болезнь Паркинсона, но добавил, что диагноз не повлияет на его планы по переизбранию на 2016 год. Он продолжил свою предвыборную кампанию и в ноябре 2016 года был избран в Сенат на третий шестилетний срок. Однако в августе 2019 года объявил о намерении уйти 31 декабря 2019 года в отставку по состоянию здоровья.
Умер в своём доме в Атланте 19 декабря 2021 года, не дожив девяти дней до своего 77-летия.

## Палата представителей США (1999—2005 гг.)

### Выборы
1999 г.
В ноябре 1998 года конгрессмен США от 6- го округа и спикер палаты представителей Ньют Гингрич столкнулся с восстанием в своем собрании после того, как республиканцы потеряли пять мест на промежуточных выборах. На фоне беспорядков Гингрич объявил в пятницу после выборов во вторник, что он не только не будет баллотироваться на третий срок в качестве спикера, но и не займет свое место на одиннадцатый срок, начинающийся в январе 1999 года. Айзаксон баллотировался на место во внеочередных выборах в феврале. Он выиграл выборы, набрав 65% голосов, на сорок очков опередив занявшую второе место Кристину Фосетт Джеффри.
2000 г.
Айзаксон был переизбран на свой первый полный срок, набрав 75% голосов.
2002 г.
Айзаксон был переизбран на второй полный срок, набрав 80% голосов.

### Стаж
Во время своего пребывания в Палате представителей Айзаксон работал в Комитете по вопросам образования и труда, помогая президенту Бушу в принятии закона «Ни одного отстающего ребёнка». В качестве представителя Айзаксон выступил автором 27 законопроектов. В октябре 2002 года Исаксон проголосовал за санкционирование применения силы против Ирака.

## Сенат США (2005—2019 гг.)

### Выборы
2004 г.
В начале 2003 года консервативный сенатор — демократ США Зелл Миллер, который был назначен на срок полномочий покойного сенатора-республиканца Пола Коверделла и избран на этот пост в 2000 году, заявил о своем намерении не баллотироваться на полный срок в Сенат в 2004 году. Айзаксон сразу же вступил в гонку. На предварительных выборах он столкнулся с конгрессменом США от 8-го округа Маком Коллинзом и бизнесменом Германом Каином.
Первоначально предполагалось, что Айзаксон столкнется с трудными предварительными выборами, поскольку многие социально консервативные республиканцы все еще чувствовали огорчение по поводу заявленной Айзаксоном поддержки права на аборт в 1990 году. На всеобщих выборах он легко победил кандидата от Демократической партии, члена Конгресса от 4- го округа Дениз Маджетт, на 18 очков. Избрание Айзаксона ознаменовало собой первый случай в истории Джорджии, когда оба места в Сенате США от штата были заняты республиканцами, поскольку Саксби Чамблисс получил другое место, победив преемника Нанна Макса Клеланда двумя годами ранее.
2010
В 2010 году Айзаксон не встретил сопротивления на предварительных выборах. Он выиграл переизбрание, набрав 58,3% голосов в 2010 году, победив комиссара штата по вопросам труда Майка Термонда.
2016
Айзаксон был переизбран на третий срок в 2016 году, набрав 54,8% голосов.

### Срок владения и законодательство
В качестве сенатора Айзаксон выступил спонсором или соавтором 130 законопроектов, только 8 из которых стали законом.
В 2010 году Айзаксон извинился за то, что назвал избирателей «немытыми» в небрежных комментариях, заявив, что «не имел в виду ничего уничижительного».
Айзаксон ушел из Сената по состоянию здоровья 31 декабря 2019 года. Он является сенатором-республиканцем дольше всех в истории Джорджии.

## Личная жизнь
В 1968 году Айзаксон женился на Диане Дэвидсон. У них трое детей и восемь внуков.
В июне 2015 года Айзаксон сообщил, что у него была диагностирована болезнь Паркинсона, но добавил, что этот диагноз не повлияет на его планы переизбрания в 2016 году. 28 августа 2019 года Айзаксон объявил, что к концу года намерен уйти в отставку со своего места в Сенате по состоянию здоровья.